# Illa Campbell
L'Illa Campbell és una illa subantàrtica que pertany a Nova Zelanda.

## Descripció
És l'illa principal del grup de les illes Campbell. L'illa es troba a les coordenades: 52° 32.4′ S, 169° 8.7′ E / 52.5400°S,169.1450°E. Té una superfície de 113 km².

## Història
Va ser descoberta el 1810 pel capità Frederick Hasselburgh navegant a bord del vaixell caçador de foques Perseverance, el qual pertanyia a la companyia Campbell & Co.
Fins a 1995, hi havia una estació meteorològica i els encarregats de la base hi vivien permanentment però actualment només és visitada periòdicament.
El 2003, l'illa va ser declarada com desratitzada i això ha permès la recuperació de la població de les aus.